# Radwa Reda
Pour les articles homonymes, voir Reda (homonymie).
Radwa Abdelkader Nada Reda, née le 2 novembre 1993, est une taekwondoïste égyptienne.

## Carrière
Radwa Reda est sacrée championne d'Afrique des moins de 49 kg en 2010 à Tripoli et médaillée d'argent dans cette catégorie aux Jeux africains de 2011 à Maputo.
Elle remporte la médaille d'or des moins de 53 kg aux Championnats d'Afrique 2012 à Antananarivo, aux Championnats d'Afrique 2014 à Tunis, aux Jeux africains de 2015 à Brazzaville et aux Championnats d'Afrique 2016 à Port-Saïd et obtient la médaille de bronze des moins de 53 kg aux Championnats d'Afrique 2018 à Agadir.
Elle est médaillée d'argent des moins de 57 kg aux Jeux méditerranéens de 2018 à Tarragone et aux Jeux africains de 2019 à Rabat.